# Hermas da Dalmácia
Hermas da Dalmácia (em grego:  Ἑρμᾶς) é um dos Setenta Discípulos. Ele foi um bispo na Dalmácia e é citado no Novo Testamento em «Saudai a Asíncrito, a Flegonte, a Hermes, a Pátrobas, a Hermas e aos irmãos que estão com eles.» (Romanos 16:14).
Segundo a tradição cristã, ele morreu mártir.

## Fonte
Assim como diversos outros santos, Hermes teve sua vida contada no livro Prólogo de Ohrid, de São Nikolai Velimirovic.